# Traforo del Lötschberg
Il traforo del Lötschberg è una galleria ferroviaria lunga 14,6 km che attraversa le Alpi svizzere. È posta sull'omonima linea, fra le stazioni di Kandersteg, nel Canton Berna, e di Goppenstein, nel Canton Vallese.
La costruzione cominciò nel 1906 e subì molti ritardi, a causa di diversi incidenti. Nel 1908 una valanga travolse un alloggio di operai, uccidendone tredici; nel luglio dello stesso anno, una sezione del tunnel crollò, uccidendone altri venticinque. La parte crollata era difficile da ripristinare e quindi una parte del tunnel appena scavato dovette essere abbandonato, oltrepassando il sito del disastro. Tale crollo è all'origine della curiosa forma a "S" del tunnel, al contrario degli altri trafori alpini, generalmente rettilinei (Fréjus, Sempione, Gottardo, Arlberg, ..). I due fronti di scavo si incontrarono nel marzo del 1911, mentre nel 1913 cominciò l'esercizio regolare della tratta, elettrificata a 15 kV a 16,7 Hz in corrente alternata.
La nuova galleria di base del Lötschberg, aperta il 15 giugno 2007, è stata costruita circa 400 metri al di sotto del livello dell'attuale galleria, come parte del progetto AlpTransit.